# Maxillaria ctenostachya
Maxillaria ctenostachya là một loài thực vật có hoa trong họ Lan. Loài này được Rchb. f. mô tả khoa học đầu tiên năm 1870.